# ولکا اشتاهله
ولکا شتاهل (به لاتین: Velká Štáhle) یک ناحیه در جمهوری چک است که در Bruntál District واقع شده‌است.

## خصوصیات
ولکا شتاهل ۹٫۵۴ کیلومترمربع مساحت و ۳۵۶ نفر جمعیت دارد و ۵۴۰ متر بالاتر از سطح دریا واقع شده‌است.